# Sociedad Farmacéutica de México
La Asociación Farmacéutica Mexicana, es una Asociación Civil de carácter no lucrativo que está ubicada en la ciudad de México.
La AFM tiene como objeto social con carácter de irrevocable, el promover la superación de 
los profesionales y estudiantes relacionados con las ciencias farmacéuticas para contribuir 
al progreso científico y técnico de las mismas y representar los intereses comunes de sus 
asociados, que impacten positivamente en el ámbito de la salud de la población.
Con este objeto realiza entre otras, las siguientes actividades:
1. Otorgar reconocimientos.
2. Constituirse en unión de otras instituciones o personas físicas o morales, como organismo de acreditación y certificación.
3. Organizar cursos, conferencias, congresos, exposiciones, editar publicaciones, y proporcionar servicios de apoyo y difusión de información, de calidad y de actualidad.
4. Participar en actividades y eventos para contribuir al fortalecimiento de la imagen de las ciencias farmacéuticas mexicanas, en la comunidad internacional.
5. Representar activamente los intereses científico-técnicos de sus asociados, relacionados con la salud dentro del campo farmacéutico, ante instituciones educativas, gubernamentales e industriales, tanto nacionales como internacionales.
6. Recibir donativos, estando capacitada para gestionar, en su caso, que estos donativos sean deducibles de impuestos.
7. Adquirir bienes muebles y los inmuebles que sean estrictamente indispensables para la realización de su objeto social.